# Marmorera
Marmorera est une localité et une ancienne commune suisse du canton des Grisons, située dans la région d'Albula.

Vue aérienne de 2500 m par Walter Mittelholzer (1925).

## Histoire
Le village de Marmorera a la particularité d'avoir été démoli en 1954 lors de la construction du barrage, puis reconstruit ensuite au-dessus du lac de Marmorera nouvellement créé. Il y avait 24 familles, et le cimetière fut aussi déplacé. Le journal de Pully, qui a consacré un article sur le suffrage féminin en Suisse en 1949, parle de la votation qui a décidé de l'avenir du village de Marmorera : « Ainsi tout récemment à Marmorera, dans les Grisons, 24 électeurs seulement, sur 94 habitants, ont accepté, pour tout le village, sa destruction par les eaux. C'est la femme qui fait la maison, ce sont les femmes qui ont fait les 21 maisons de Marmorera, 24 électeurs, propriétaires ou non de biens immobiliers, ont décidé la disparition de Marmorera de la liste des 3 000 communes suisses. »
Le 1er janvier 2016, la commune a fusionné avec ses voisines de Bivio, Cunter, Mulegns, Riom-Parsonz, Salouf, Savognin, Sur et Tinizong-Rona pour former la nouvelle entité de Surses.